# Reinier Dever

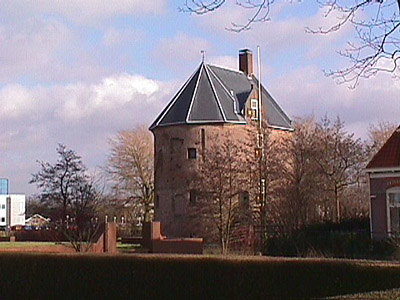
Huis Dever, waarmee Reinier in 1370 met de bouw begon.

Reinier Dever of D'ever, Diever (ca.1346 - overleden in 1417) was heer van Lisse en Dever, ambachtsheer van Sniedelwijk, heemraad van Rijnland en ridder.

## Levensloop
Zijn ouders waren Gerard Dever, Houtvester van Holland en Clara van Heemstede, een zus van Gerard van Heemstede. Zijn voorouders bezaten al gronden rondom Lisse die zij van graaf Floris V van Holland hadden verkregen.
In de periode 1370-1375 begon Reinier met de bouw van het 't Huys Dever aan een uitloper van het Lisser Poel. Bij het huis hoorde 5 morgen grond die hij opdroeg aan zijn leenheer Jan II van Blois, heer van Gouda en Schoonhoven. Na de dood van de heren van Blois kreeg hij het goed als "onsterfelijk leen" terug van Albrecht van Beieren, graaf van Holland. Tussen 1368-69 maakte Reinier onder zijn heer Jan II van Blois een Pruisenkruistocht om de ongelovige in de Baltische staten te onderwerpen. Renier trouwde in 1370 met Janne of Johanna van Leyenburg, waarmee hij minstens een zoon genaamd Gerard Dever (†1406), ook wel Gerard van Bennebroeck en een dochter die in het geslacht Van Haeften trouwde. 
Hij nam in 1371 deel aan de Slag bij Baesweiler waarna hij door Gulikse troepen gevangen werd genomen en ruim één jaar in gevangenschap verbleef in Aken. Na betaling van ruim 1800 goudstukken werden Reinier en meerdere lagere edelen vrijgelaten. In 1382 werd hij voor één jaar tot baljuw van Nieuwburg benoemd. In de periode 1385-1387 werd hij tot rentmeester van Kennemerland benoemd. Hij was een Hoekse medestander tijdens de Hoekse en Kabeljauwse twisten, waarbij zijn vader Gerard Dever aangemerkt werd als verdachte in de moord op Klaes van Zwieten in 1350. Reinier wordt samen met zijn vader genoemd in de Hoekse verbondsakte van 5 september 1350, het is mogelijk dat Gerard Dever zijn zoon bescherming wilde bieden en zijn naam toevoegde, omdat Reinier nog maar een knaap van 5 à 6 jaar oud was.  In 1386-87 maakte hij een tweede Pruissenkruistocht onder Willem VI van Holland. In 1392 kreeg hij de opdracht van Albrecht van Beieren om het huis Mathenesse te bezetten, dit ondanks de moord op Aleid van Poelgeest door de Hoeken, bleef Reinier trouw aan de graaf. In 1417 overleed Reinier en zijn erfgenaam werd Gijsbrecht van Haeften, zijn kleinzoon via zijn dochter. 